# Wiener Neudorf
Wiener Neudorf è un comune austriaco di 9 203 abitanti nel distretto di Mödling, in Bassa Austria; ha lo status di comune mercato (Marktgemeinde). Tra il 1938 e il 1954 è stato accorpato alla città di Vienna.

## Storia
I primi insediamenti nell'area del comune risalgono a circa il 4000 a.C., mentre la prima menzione di Wiener Neudorf (come "Nowendorf") è contenuta in un documento della metà del XII secolo. Nel 1270 in un altro documento si menzionano pedaggi per viaggiare da Sollenau e "Neudorf". Nel XVI secolo le fortificazioni del "Feste Neudorf" furono devastate per due volte dagli invasori turchi. Nel 1854 il nome del comune divenne ufficialmente quello attuale.
L'industrializzazione del luogo iniziò alla metà del XIX secolo, spinta soprattutto dalla grande disponibilità di creta, utilizzata per i mattoni dalla Wienerberger AG. All'epoca vi era anche la maggiore fabbrica di birra dell'Austria Brauerei. Nel 1900 la rete telefonica fu unificata con i comuni limitrofi, ai quali fu esteso anche il sistema fognario.

## Società

### Evoluzione demografica
Abitanti censiti

La popolazione al 1º gennaio 2015 era di 9 056 abitanti.

## Economia
A Wiener Neudorf hanno sede la maggiore catena austriaca di supermercati, Billa, nonché la LKW Walter. In questo comune ha sede il centro espositivo Blau Lagune dove sono esposti oltre sessanta edifici residenziali in legno.